# المدرسة الفرنسية بحلب
المدرسة الفرنسية بحلب هي ثانوية فرنسية تقعُ في مدينة حلب بسوريا. تأسّست الثانوية في عام 1997 من قبل البعثة العلمانية الفرنسية وهي نفس المنظمة التي ساعدت في بناء ثانويات فرنسية أخرى في جميع أنحاء العالم. تقعُ المدرسة في حي التلال بالقرب من قرية كفر جوم على بُعد 15 كيلومتر (9.3 ميل) إلى الجنوب الغربي من مدينة حلب بالقرب من طريق حلب-دمشق. تتميز هذه المدرسة بتصميمها الفريد من نوعه وببنائها الفرنسي الخاص كما أنها ضخمة إلى حدّ ما حيث تتكون من عدة مبان ومرافق رياضية. في الوقت الجالي تُعدّ المدرسة الفرنسية بحلب جنبا إلى جنب مع مدرسة شارل ديغول في داماس (افتُتحت في عام 2008) المدرستان الفرنسيتان الوحيدتان المُعتمدتان من قِبل وزارة التربية الوطنية الفرنسية في سوريا.

## التاريخ
أُغلقت المدرسة عام 2012 نتيجة الحرب الأهلية السورية. بعدَ ذلك بعامين تمّ فتح جزء من المدرسة كما تم تشييد مسكن خاص بالطلاب من أجل إكمال بعض الفصول الدراسية الناقصة. في ذلك الوقت؛ لم يكن سوى ثماني طلاب من فرنسا يدرسون في هذه الثانوية.

## البرنامج
تتبعُ هذه المدرسة برامج التدريس في الجمهورية الفرنسية. تلزم مدة الدراسة 15 سنة حيث تبدأُ بثلاثِ سنوات كمستمع ثم تنتهي بالحصول على شهادة البكالوريا مع اثنين من الخيارات: إمّا إكمال الدراسة في شعبة علم الاقتصاد والاجتماع أو الشعبة العلمية. يُسْمح لخريجي البكالوريا بمواصلة دراستهم في الجامعات الفرنسية في جميع أنحاء العالم وكذلك بعض الجامعات الأمريكية والكندية والأوروبية هذا فضلا عن جامعات الشرق الأوسط.